# Cục Công Thương địa phương (Việt Nam)
Cục Công Thương địa phương (tiếng Anh: Agency for Regional Industry and Trade, viết tắt là ARIT) là cơ quan trực thuộc Bộ Công Thương, thực hiện chức năng tham mưu giúp Bộ trưởng Bộ Công Thương quản lý nhà nước và tổ chức thực thi pháp luật đối với lĩnh vực: Công nghiệp, tiểu thủ công nghiệp (bao gồm làng nghề tiểu thủ công nghiệp); khuyến công; cụm công nghiệp; doanh nghiệp công nghiệp nhỏ và vừa; tổng hợp chung tình hình phát triển công nghiệp và thương mại tại các địa phương trong cả nước; tổ chức, quản lý hoạt động sự nghiệp dịch vụ công thuộc lĩnh vực, phạm vi quản lý của Cục theo quy định của pháp luật và phân cấp, ủy quyền của Bộ trưởng.
Cục Công Thương địa phương thành lập ngày 18/8/2017, theo Nghị định số 98/2017/NĐ-CP ngày 18/8/2017 của Chính phủ, trên cơ sở Cục Công nghiệp địa phương thành lập từ tháng 7/2003.
Chức năng, nhiệm vụ, quyền hạn và cơ cấu tổ chức của Cục Công Thương địa phương được quy định tại Quyết định số 3768/QĐ-BCT ngày 2/10/2017 của Bộ trưởng Bộ Công Thương.

## Nhiệm vụ và quyền hạn
Theo Điều 2, Quyết định số 3768/QĐ-BCT ngày 2/10/2017 của Bộ trưởng Bộ Công Thương, Cục Công Thương địa phương có các nhiệm vụ, quyền hạn chính:
- Xây dựng và trình Bộ trưởng ban hành hoặc để Bộ trưởng trình cơ quan quản lý nhà nước có thẩm quyền phê duyệt, ban hành các văn bản quy phạm pháp luật thuộc phạm vi quản lý nhà nước của Cục.
- Thực hiện chức năng quản lý nhà nước về:

1. Công thương địa phương.
2. Khuyến công.
3. Cụm công nghiệp.
4. Tiểu thủ công nghiệp và làng nghề tiểu thủ công nghiệp.
5. Phát triển doanh nghiệp công nghiệp nhỏ và vừa và kinh tế tập thể.

- Thực hiện nhiệm vụ Thường trực Chương trình mục tiêu quốc gia xây dựng nông thôn mới của Bộ Công Thương.
- Thực hiện các nhiệm vụ khác do Bộ trưởng giao.

## Lãnh đạo Cục[3]
- Cục trưởng: Ngô Quang Trung[4]
- Phó Cục trưởng:

1. Dương Quốc Trịnh[5]
2. Đỗ Thị Minh Trâm[6]
3. Nguyễn Văn Thịnh[7]

## Cơ cấu tổ chức
(Theo Điều 3, Quyết định số 3768/QĐ-BCT ngày 2/10/2017 của Bộ trưởng Bộ Công Thương)

### Các phòng giúp việc Cục trưởng
- Văn phòng Cục
- Phòng Kế hoạch - Tổng hợp
- Phòng Quản lý khuyến công
- Phòng Quản lý cụm công nghiệp
- Phòng Phát triển tiểu thủ công nghiệp và Doanh nghiệp

### Đơn vị sự nghiệp
- Trung tâm Khuyến công và Tư vấn phát triển công nghiệp 1